# Новента-Вічентіна
Новента-Вічентіна (італ. Noventa Vicentina, вен. Noventa Vixentina) — муніципалітет в Італії, у регіоні Венето, провінція Віченца.
Новента-Вічентіна розташована на відстані близько 390 км на північ від Рима, 65 км на захід від Венеції, 30 км на південь від Віченци.

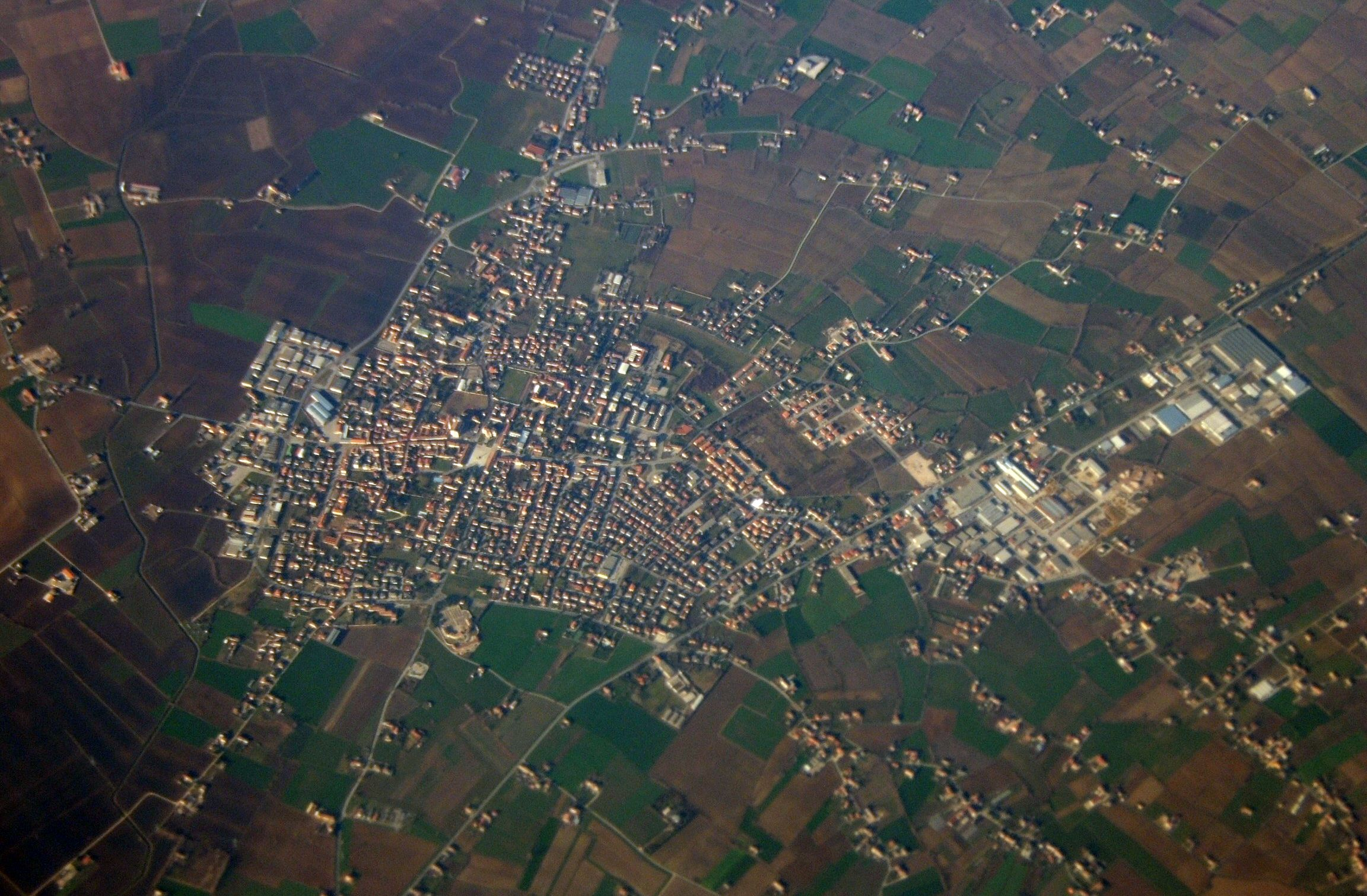

Населення — 8996 осіб (2014).

## Демографія
Населення за роками:

Станом на 1 січня 2023 року в муніципалітеті офіційно проживало 820 іноземців з 40 країн, серед них 197 громадян країн Євросоюзу та 3 громадяни України.

## Сусідні муніципалітети
- Агульяро
- Кампілья-дей-Беричі
- Лоццо-Атестіно
- Оспедалетто-Еуганео
- Пояна-Маджоре
- Салетто
- Соссано